# Esperimento Cherenkov di acqua di alta quota

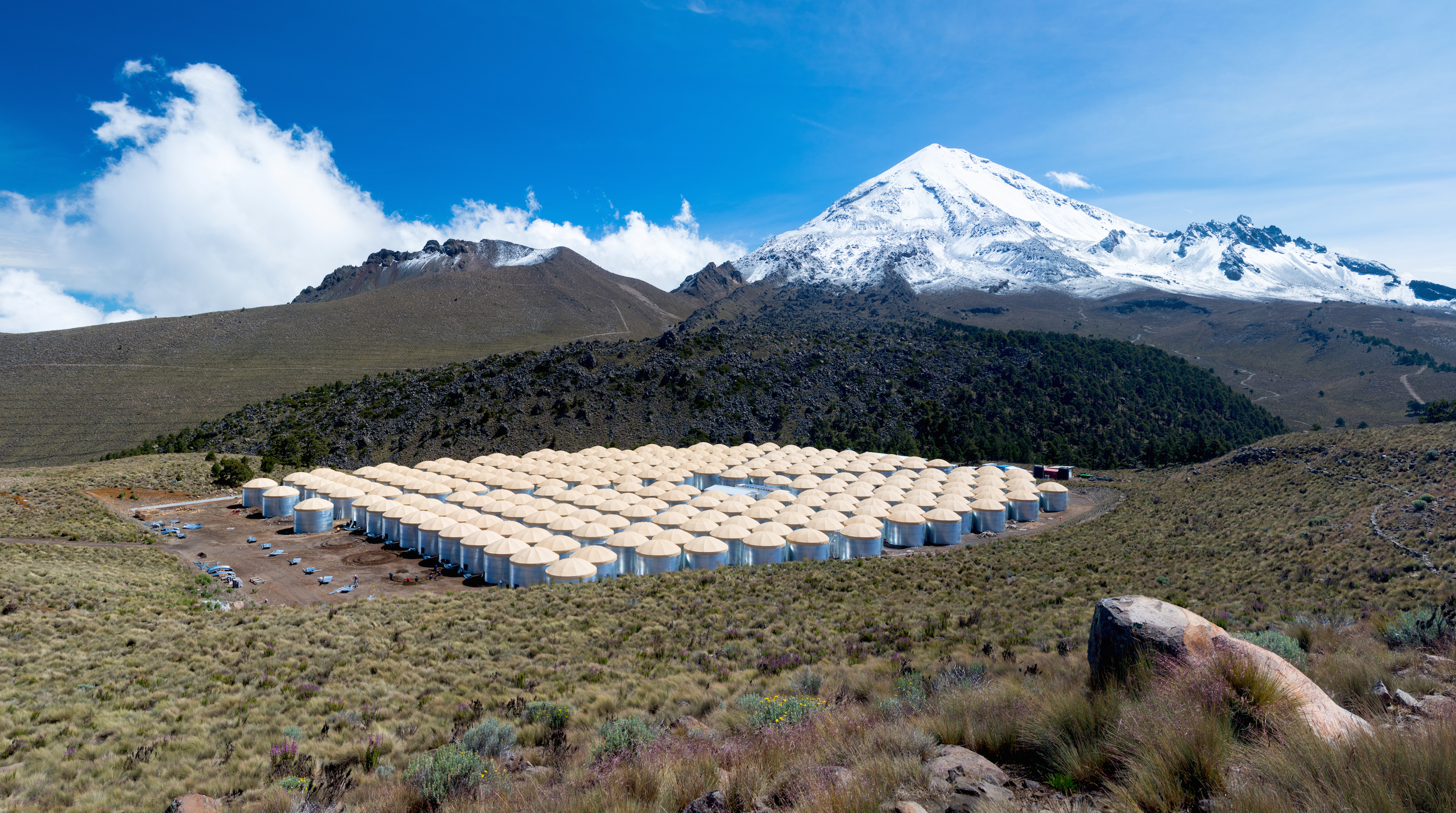
HAWC il 14 agosto 2014

L'esperimento Cherenkov di acqua di alta quota (in inglese:High Altitude Water Cherenkov Experiment) conosciuta in sigla HAWC è un osservatorio di raggi cosmici e raggi gamma sito sui fianchi del vulcano Sierra Negra nello stato messicano di Puebla ad una altitudine di 4100 metri (coordinate: 18°59′41″N 97°18′30.6″W.) 
HAWC è il successore dell'osservatorio di raggi gamma di Milagro nel Nuovo Messico, negli Stati Uniti che è stato anche un osservatorio a raggi gamma basatosi sul principio di rilevamento indiretto dei raggi gamma usando l'effetto Čerenkov in relazione all'acqua.
HAWC è una collaborazione tra un grande numero di università statunitensi e messicane e di diversi istituti scientifici tra cui la Università del Maryland, l'Università nazionale autonoma del Messico, l'Instituto Nacional de Astrofísica, Óptica y Electrónica (INAOE),  Il laboratorio di Los Alamos, il NASA/Goddard Space Flight Center, the University of California, Santa Cruz, la Michigan Technological University, la Michigan State University, Benemérita Universidad Autónoma de Puebla, la Università di Guadalajara, la Università dello Utah, la University of New Mexico, la University of Wisconsin-Madison e il Georgia Institute of Technology..

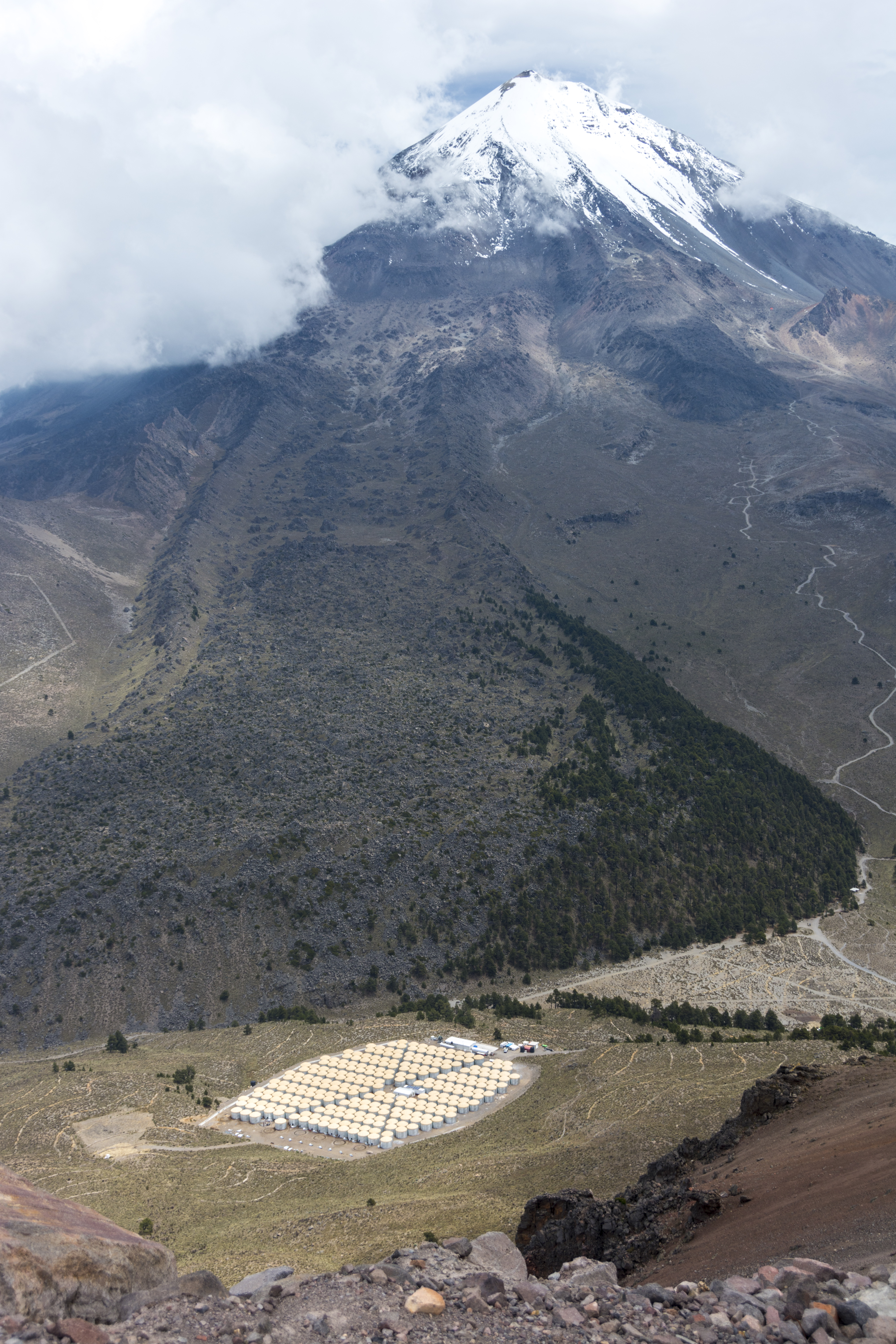
HAWC con il Pico de Orizaba sullo sfondo, nell'agosto 2014

## Finanziamenti
La costruzione di HAWC è stata finanziata da: National Science Foundation, Department of Energy Office of High-Energy Physics, e Consejo Nacional de Ciencia y Tecnología (CONACyT) e dal programma di Laboratory Directed Research and Development (LDRD) del Los Alamos National Laboratory.
Altri finanziamenti significativi:	
- Red de Física de Altas Energías, México
- DGAPA-UNAM, México, grants IN105211, IN112910, IN121309, IN115409 and IA102715
- VIEP-BUAP, México, grant 161-EXC-2011
- University of Wisconsin Alumni Research Foundation, USA
- The Institute of Geophysics, Planetary Physics, and Signatures (IGPPS) at Los Alamos National Laboratory (LANL), USA
- The University of Maryland, USA